# シセロ (インディアナ州)
シセロ（Town of Cicero、シセロ町）は、アメリカ合衆国、インディアナ州のハミルトン郡にある町。